# Nagy Sándor (ügyvéd, 1860–1925)
Galánthai Nagy Sándor (Marienbrunn (Bécs mellett), 1860. július 14. – Budapest, 1925. augusztus 24.) asztalnok, Ferenc József-rend lovagja, jogi szakíró, közgazdasági szakíró, lapszerkesztő, ügyvéd.

## Életpályája
Nagy N. császári és királyi ezredes és hegyesi Hegyessy Mária fia. Középiskolai tanulmányait Kalocsán a jezsuitáknál 1879-ben végezte. A budapesti egyetemen jogot hallgatott és 1885-ben doktorrá avatták. Előbb ügyvédi irodákban gyakornokoskodott; 1887-ben a kisbirtokosok országos földhitelintézetének ügyészi osztályába lépett be, ahol a bankismereteket sajátította el. 1898. áprilisban a pénzügyi irodalom és különösen a magyar pénzügyek előmozdítása körül szerzett érdemeiért a Ferenc József-rend lovagkeresztjével tüntették ki. 1900-ban Németországban tanulmányutat tett.
Írt cikkeket a szaklapokba a Németországi fogyasztási szövetkezetek szervezetéről.
Mihók Sándor sógora 1889-ben elhunyt, s átvette az általa alapított Magyar Compass. Pénzügyi évkönyv szerkesztését; az 1891-92. XIX. évfolyamát szerkesztette Armbruster Jakabbal és az utána következő évfolyamokat egyedül szerkesztette; a Közgazdaság c. pénzügyi és kereskedelmi hetilapot 1900-ban alapította és szerkesztette.